# Greg Nickels
Gregory J. « Greg » Nickels, né le 7 août 1955 à Chicago, est un homme politique américain, maire de Seattle de 2002 à 2009.

## Biographie
Arrivé encore enfant avec sa famille dans l'État de Washington, Greg Nickels commence sa carrière politique comme assistant juridique au Conseil de la ville de Seattle entre 1979 et 1987, date à laquelle il est élu au conseil du comté de King, où il siège pendant quatorze ans.
Membre du Parti démocrate, il est élu 51e maire de la ville de Seattle le 6 novembre 2001 et prend ses fonctions le 1er janvier 2002. Il est réélu pour un second mandat le 8 novembre 2005. Plusieurs événements marquent son passage à la tête de la ville, comme l'ouverture des deux lignes du métro léger en 2003 et 2009, ou sa décision d'ouvrir les mêmes droits à tous les employés mariés travaillant pour la ville, indépendamment de leur orientation sexuelle.
En 2005, il lance un ambitieux programme d'action pour l'environnement destiné à lutter contre la pollution de l'air et préserver la santé publique en réduisant l'émission de gaz à effet de serre afin de respecter les niveaux fixés par le protocole de Kyoto. En outre, il conduit l'accord des maires américains en vue de la protection du climat qui fédère plus de 600 villes des États-Unis qui s'engagent à réduire leurs émissions de gaz
Cependant, sa popularité décline, notamment à propos de sa gestion des conséquences d'une tempête de neige en décembre 2008. L'année suivante, il est battu lors d'une élection primaire alors qu'il tente de briguer un troisième mandat de maire. Après la fin de ses fonctions le 31 décembre 2009, il quitte Seattle pour enseigner à l'université Harvard. En 2012, il est battu à l'élection au poste de secrétaire d'État du Washington.